# シャッフル・フライデー
『シャッフル・フライデー』（Freakier Friday）は、ニーシャ・ガナトラ監督、ジョーダン・ワイス脚本、ウォルト・ディズニー・ピクチャーズ製作による2025年のアメリカ合衆国のファンタジー・コメディ映画。メアリー・ロジャースの1972年の児童文学を原作とした『フォーチュン・クッキー』（2003年）の続編であり、フランチャイズ全体では7作目。
2025年7月22日にロサンゼルスのエル・キャピタン劇場で初公開され、8月8日にアメリカ合衆国で劇場公開された。

## キャスト
※括弧内は日本語吹替。
- テス・コールマン - ジェイミー・リー・カーティス（唐沢潤）
- アンナ・コールマン - リンジー・ローハン（小笠原亜里沙）
- ハーパー・コールマン - ジュリア・バターズ（本渡楓）
- リリー・デイヴィス - ソフィア・ハモンズ（英語版）（伊藤彩沙）
- エリック・デイヴィス - マニー・ジャシント（英語版）（竹内栄治）
- ライアン - マーク・ハーモン（原康義）
- ジェイク - チャド・マイケル・マーレイ（浪川大輔）
- エラ - マイトレイ・ラマクリシュナン
- ペイペイ - ロザリンド・チャオ
- マダム・ジェン - ヴァネッサ・ベイヤー
- マディ - クリスティナ・ヴィダル・ミッチェル
- ペグ - ヘイリー・ハドソン
- ハリー・コールマン - ライアン・マルガリーニ
- ペイペイの母親 - ルシール・ソン
- エルトン・ベイツ - スティーヴン・トボロウスキー
- ジェット - ジョーダン・E・クーパー
- ブレイク・ケイル - エレイン・ヘンドリックス
- ジジ - クロエ・ファインマン
- ピックルボールのアナウンサー - シェリー・コーラ